# 포르투갈 인판타 마리아 안토니아
포르투갈 인판타 마리아 안토니아(포르투갈어: Maria Antonia de Bragança 마리아 안토니아 드 브라간사[*], 1862년 11월 28일 ~ 1959년 5월 4일)는 포르투갈의 공주이자 파르마 공국의 마지막 군주인 로베르토 1세의 두 번째 아내이다.
폐위된 포르투갈의 군주 미겔과 그의 아내인 아델하이트 폰 뢰벤슈타인베르트하임로젠베르크의 막내딸로 태어났다. 형제로는 언니 오스트리아 대공비 마리아 테레사, 룩셈베르크 대공비 마리아 아나 드 포르투갈 왕녀 등이 있다. 마리아 안토니아는 1884년 14세 연상의 로베르토 1세와 결혼해 12명의 자녀를 두었다.

## 자녀
- 마리아 델라 네베 아델라이데(1885~1959)
- 시스토(1886~1934)
- 사베리오(1889~1977)
- 프란체스카(1890~1978)
- 치타(1892~1989) 오스트리아 황후
- 펠리체(1893~1970) 룩셈부르크 여대공 부군
- 르네(1894~1962)
- 마리아 안토니아(1895~1937)
- 이사벨라(1898~1984)
- 루이지(1899~1967)
- 엔리케타(1903~1987)
- 가에타노(1905~1958)